# ایرینا زیلنکو

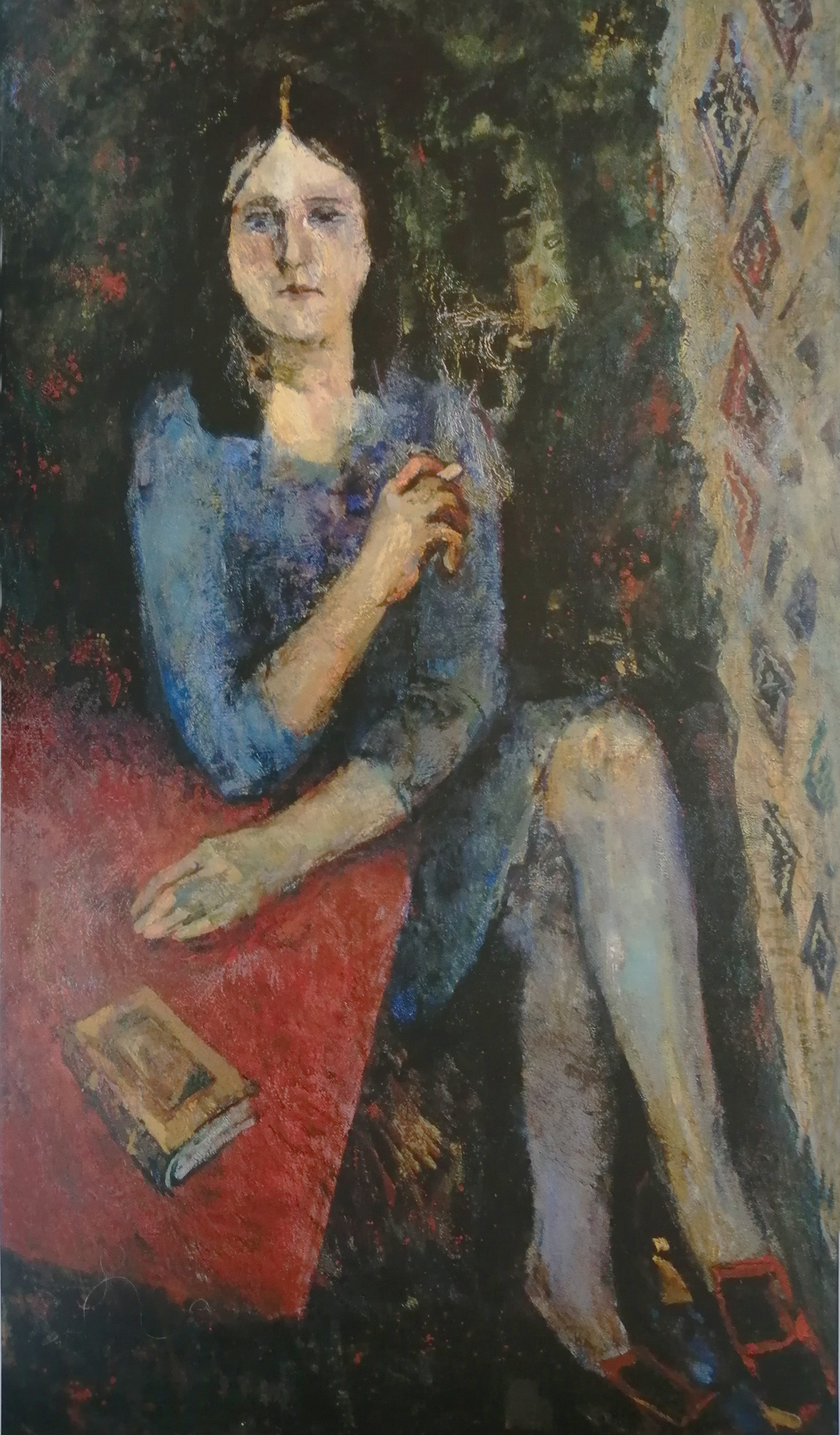
ایرینا زیلنکو

ایرینا زیلنکو (انگلیسی: Iryna Zhylenko; ۲۸ آوریل ۱۹۴۱ – ۳ اوت ۲۰۱۳) نویسنده کودکان، شاعر، روزنامه‌نگار، و نویسنده اهل اتحاد جماهیر شوروی سوسیالیستی بود.